# エルラン・シェロフ
エルラン・シェロフ（Erlan Sherov　1998年6月19日- ）はキルギス出身の柔道選手。階級は90kg級。

## 経歴
2015年のアジアユース81㎏級で2位となった。2017年のアジアジュニアでは3位になるも、世界ジュニアでは5位だった。その後階級を90㎏級に上げると、2022年のアジア選手権で3位になった。2023年にはグランドスラム・ウランバートルで2位になると、アジア大会では決勝で元世界チャンピオンであるウズベキスタンのダブラト・ボボノフを技ありで破って優勝した。2024年の世界選手権では準決勝で田嶋剛希に敗れるが3位になった。
IJF世界ランキングは3278ポイント獲得で12位(24/5/20現在)。

## 主な戦績
81㎏級での戦績
- 2015年 - アジアユース 2位
- 2017年 - アジアジュニア　3位
- 2017年 - 世界ジュニア　5位
- 2018年 - アジアジュニア　優勝

90㎏級での戦績
- 2019年 - ユニバーシアード　5位(無差別)
- 2021年 - アジア・オセアニア選手権　5位
- 2022年 - アジア選手権　3位
- 2023年 - グランドスラム・ウランバートル　2位
- 2023年 - アジア大会　優勝
- 2024年 -　グランドスラム・パリ　3位
- 2024年 - アジア選手権　3位
- 2024年 - 世界選手権　3位

(出典、)